# Grand Prix of Long Beach
A Toyota Grand Prix of Long Beach egy IndyCar Series verseny, melyet a Kaliforniai Long Beach városában kialakított utcai pályán rendeznek meg. Christopher Pook a verseny megalapítója és promótere. Ez a verseny volt a Champ Car-bajnokság szezonnyitóversenye 1996 és 2006 között. 2008-ban ezen a pályán rendezték meg a Champ Car búcsúversenyét, ezt követően az újraegyesült IndyCar Series versenynaptárában kapott helyet a verseny.
Minden év áprilisában a Long Beach-i verseny a legnagyobb esemény a városban, a futamokra rendszeresen kilátogat 200.000 vagy még több néző.
A Long Beach Grand Prix a legrégebb óta megrendezésre kerülő utcai pályás verseny Észak-Amerikában. Először 1975-ben, a Formula 5000 látogatott el, de egy évvel később már a Formula–1 is rendezett itt versenyt. 1984 és 2008 között az IndyCar bajnokság majd a Champ Car rendezett versenyeket. Az IndyCar Series mellett a Firestone Indy Lights, az American Le Mans Series és a Toyota Pro/Celebrity rendez versenyt Long Beach-en.

## A pálya
A pálya jelenlegi vonalvezetése 1.968 mi (3.167 km) hosszú és elmegy a Long Beach Convention Center mellett, valamint kétszer nagyobb itt a paddock mint egy átlagos Formula–1 pályának. Különösen híres a pálya utolsó szakasza, ahol egy hajtűkanyarban fordulnak a célegyenesre ami Shoreline Drive-on található a célegyenes ami egy hosszú enyhén ívelt egyenes. A pálya Long Beach vízpartjainál és pálmafáinál található, ezért is festői pálya.

## Események
Az IndyCar Series mellett más versenyeket is rendeznek a pályán. 2006-ban a Grand-Am rendezett versenyt a Trans-Am helyett. 2007-ben az ALMS váltotta le a Grand-Am-et. Más versenyeket is rendeznek például az Indy Lights-ot ami az Atlantic bajnokság helyére jött 2009-ben. Továbbá a verseny hetében vannak egyéb szórakoztató tevékenységek például koncertek.

### 2008: Long Beach és Motegi megosztott hétvégéje
Az Indy Racing League és a Champ Car vezetői között lezajlott tárgyalásoknak köszönhetően újraegyesült a két széria, ennek következtében problémák adódott a két versenynaptár összeillesztésének, például mert a Long Beach-i és a Motegi verseny ugyanarra a hétvégére volt beütemezve. A Honda, a Motegi pálya tulajdonosa és az IndyCar Series motorbeszállítója már nem tudta megváltoztatni a verseny időpontját. Hasonlóképpen Long Beach sem tudott, már csak azért sem mert utcai verseny lévén előre le kell zárni az utat a verseny idejére. Ezt a problémát úgy oldották meg végül, hogy a korábbi Indy Racing League-es csapatok Motegi-ben mentek míg a korábbi Champ Car csapatok Long Beach-ben lefutották a Champ Car búcsúversenyét. A versenyt Champ Car szabályokkal és a turbómotoros Panoz DP01-es versenyautókkal bonyolították le.

## Győztesek

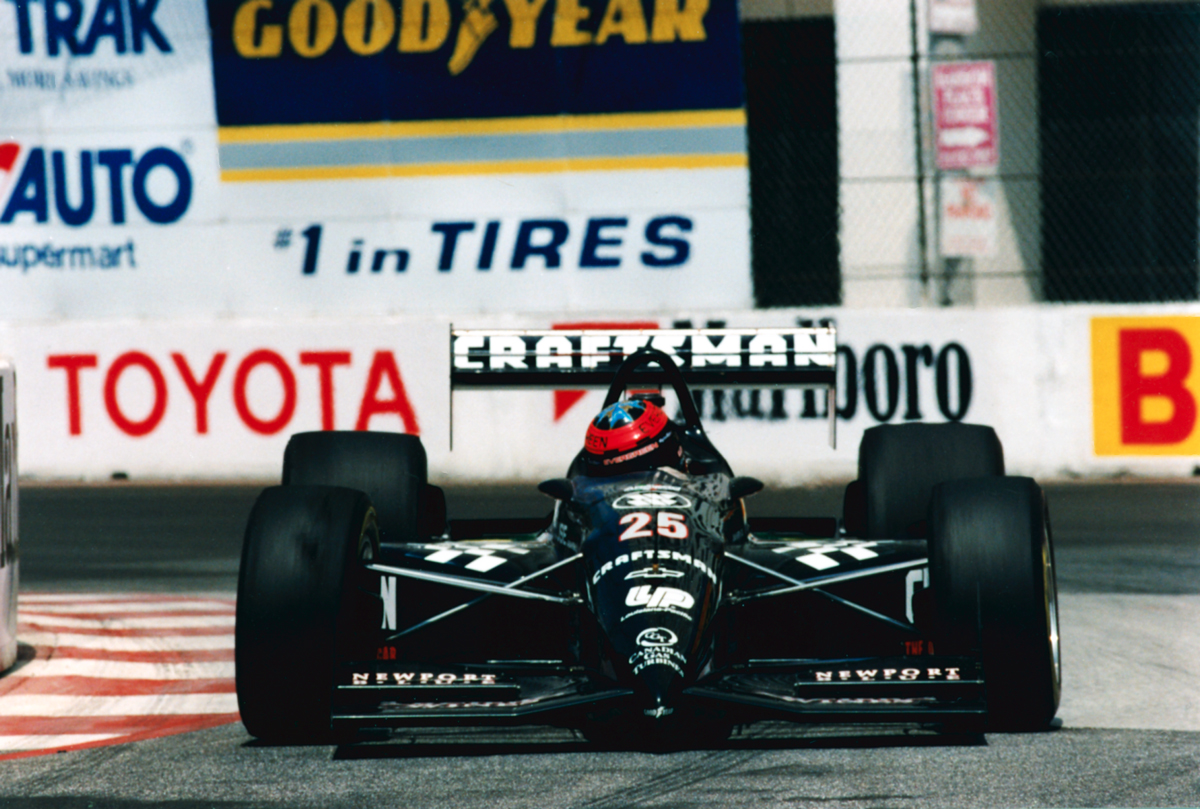
Mark Smith az 1993-as IndyCar versenyen.

| Szezon                 | Dátum          | Győztes versenyző  | Karosszéria    | Motor               | Csapat               | Összefoglaló |
| Formula 5000           | Formula 5000   | Formula 5000       | Formula 5000   | Formula 5000        | Formula 5000         | Formula 5000 |
| ---------------------- | -------------- | ------------------ | -------------- | ------------------- | -------------------- | ------------ |
| 1975                   | Szeptember 28. | Brian Redman       | Lola           | Chevrolet           |                      | Összefoglaló |
| Formula 1              |                |                    |                |                     |                      |              |
| 1976                   | Március 28.    | Clay Regazzoni     | Ferrari 312T2  | Ferrari             | Scuderia Ferrari     | Összefoglaló |
| 1977                   | Április 3.     | Mario Andretti     | Lotus 78       | Ford Cosworth       | Team Lotus           | Összefoglaló |
| 1978                   | Április 2.     | Carlos Reutemann   | Ferrari 312T3  | Ferrari             | Scuderia Ferrari     | Összefoglaló |
| 1979                   | Április 8.     | Gilles Villeneuve  | Ferrari 312T4B | Ferrari             | Scuderia Ferrari     | Összefoglaló |
| 1980                   | Március 30.    | Nelson Piquet      | Brabham BT49   | Ford Cosworth       | Brabham              | Összefoglaló |
| 1981                   | Marcius 7.     | Alan Jones         | Williams FW07B | Ford Cosworth       | Williams             | Összefoglaló |
| 1982                   | Április 4.     | Niki Lauda         | McLaren MP4/1B | Ford Cosworth       | McLaren              | Összefoglaló |
| 1983                   | March 27       | John Watson        | McLaren MP4/1C | Ford Cosworth       | McLaren              | Összefoglaló |
| CART Indycar/Champ Car |                |                    |                |                     |                      |              |
| 1984                   | Március 31.    | Mario Andretti     | Lola           | Cosworth            | Newman/Haas Racing   | Összefoglaló |
| 1985                   | Április 14.    | Mario Andretti     | Lola           | Cosworth            | Newman/Haas Racing   | Összefoglaló |
| 1986                   | Április 13.    | Michael Andretti   | March          | Cosworth            | Kraco Racing         | Összefoglaló |
| 1987                   | Április 5.     | Mario Andretti     | Lola           | Chevrolet-Ilmor     | Newman/Haas Racing   | Összefoglaló |
| 1988                   | Április 17.    | Al Unser, Jr.      | March          | Chevrolet-Ilmor     | Galles Racing        | Összefoglaló |
| 1989                   | Április 16.    | Al Unser, Jr.      | Lola           | Chevrolet-Ilmor     | Galles Racing        | Összefoglaló |
| 1990                   | Április 22.    | Al Unser, Jr.      | Lola           | Chevrolet-Ilmor     | Galles/Kraco Racing  | Összefoglaló |
| 1991                   | Április 14.    | Al Unser, Jr.      | Lola           | Chevrolet-Ilmor     | Galles/Kraco Racing  | Összefoglaló |
| 1992                   | Április 12.    | Danny Sullivan     | Galmer         | Chevrolet-Ilmor     | Galles/Kraco Racing  | Összefoglaló |
| 1993                   | Április 18.    | Paul Tracy         | Team Penske    | Chevrolet-Ilmor     | Team Penske          | Összefoglaló |
| 1994                   | Április 17.    | Al Unser, Jr.      | Team Penske    | Ilmor               | Team Penske          | Összefoglaló |
| 1995                   | Április 9.     | Al Unser, Jr.      | Team Penske    | Mercedes-Benz-Ilmor | Team Penske          | Összefoglaló |
| 1996                   | Április 14.    | Jimmy Vasser       | Reynard        | Honda               | Chip Ganassi Racing  | Összefoglaló |
| 1997                   | Április 13.    | Alex Zanardi       | Reynard        | Honda               | Chip Ganassi Racing  | Összefoglaló |
| 1998                   | Április 5.     | Alex Zanardi       | Reynard        | Honda               | Chip Ganassi Racing  | Összefoglaló |
| 1999                   | Április 18.    | Juan Pablo Montoya | Reynard        | Honda               | Chip Ganassi Racing  | Összefoglaló |
| 2000                   | Április 16.    | Paul Tracy         | Reynard        | Honda               | Team Green           | Összefoglaló |
| 2001                   | Április 8.     | Hélio Castroneves  | Reynard        | Honda               | Team Penske          | Összefoglaló |
| 2002                   | Április 14.    | Michael Andretti   | Reynard        | Honda               | Team Green           | Összefoglaló |
| 2003                   | Április 13.    | Paul Tracy         | Lola           | Ford-Cosworth       | Forsythe Racing      | Összefoglaló |
| 2004                   | Április 18.    | Paul Tracy         | Lola           | Ford-Cosworth       | Forsythe Racing      | Összefoglaló |
| 2005                   | Április 10.    | Sébastien Bourdais | Lola           | Ford-Cosworth       | Newman/Haas Racing   | Összefoglaló |
| 2006                   | Április 9.     | Sébastien Bourdais | Lola           | Ford-Cosworth       | Newman/Haas Racing   | Összefoglaló |
| 2007                   | Április 15.    | Sébastien Bourdais | Panoz          | Cosworth            | Newman/Haas Racing   | Összefoglaló |
| 2008                   | Április 20.    | Will Power         | Panoz          | Cosworth            | KV Racing Technology | Összefoglaló |
| Izod IndyCar Series    |                |                    |                |                     |                      |              |
| 2009                   | April 19       | Dario Franchitti   | Dallara        | Honda               | Chip Ganassi Racing  | Összefoglaló |
| 2010                   | Április 18.    | Ryan Hunter-Reay   | Dallara        | Honda               | Andretti Autosport   | Összefoglaló |
| 2011                   | Április 17.    | Mike Conway        | Dallara        | Honda               | Andretti Autosport   | Összefoglaló |

### Atlantics/Indy Lights
| Atlantic Championship history | Atlantic Championship history | Atlantic Championship history |
| Szezon                        | Dátum                         | Pilóta                        |
| ----------------------------- | ----------------------------- | ----------------------------- |
| 1978                          | Április 1.                    | Howdy Holmes                  |
| 1979                          | Április 7.                    | Tom Gloy                      |
| 1980                          | Március 29.                   | Tom Gloy                      |
| 1981                          | Március 14.                   | Geoff Brabham                 |
| 1982                          | Április 3.                    | Geoff Brabham                 |
| 1983–1988: Nem volt verseny   |                               |                               |
| 1989                          | Április 16.                   | Hiro Matsushita               |
| 1990                          | Április 21.                   | Mark Dismore                  |
| 1991                          | Április 14.                   | Jimmy Vasser                  |
| 1992                          | Április 10.                   | Mark Dismore                  |
| 1993                          | Április 17.                   | Claude Bourbonnais            |
| 1994                          | Április 17.                   | Richie Hearn                  |
| 1995                          | Április 17.                   | David Empringham              |
| 1996                          | Április 13.                   | Case Montgomery               |
| 1997                          | Április 12.                   | Alex Tagliani                 |
| 1998                          | Április 4.                    | Memo Gidley                   |
| 1999                          | Április 17.                   | Alex Tagliani                 |
| 2000                          | Április 15.                   | Buddy Rice                    |
| 2001                          | Április 8.                    | David Rutledge                |
| 2002                          | Április 14.                   | Michael Valiante              |
| 2003                          | Április 13.                   | A. J. Allmendinger            |
| 2004                          | Április 18.                   | Ryan Dalziel                  |
| 2005                          | Április 10.                   | Katherine Legge               |
| 2006                          | Április 9.                    | Andreas Wirth                 |
| 2007                          | Április 15.                   | Raphael Matos                 |
| 2008                          | Április 20.                   | Simona de Silvestro           |

| Indy Lights győztesek       | Indy Lights győztesek | Indy Lights győztesek |
| Szezon                      | Dátum                 | Versenyző             |
| --------------------------- | --------------------- | --------------------- |
| 1989                        | Április 16.           | Tommy Byrne           |
| 1990                        | Április 22.           | Paul Tracy            |
| 1991                        | Április 14.           | Eric Bachelart        |
| 1992                        | Április 12.           | Franck Freon          |
| 1993                        | Április 18.           | Steve Robertson       |
| 1994                        | Április 17.           | Steve Robertson       |
| 1995                        | Április 9.            | Greg Moore            |
| 1996                        | Április 14.           | David Empringham      |
| 1997                        | Április 13.           | Hélio Castroneves     |
| 1998                        | Április 5.            | Cristiano da Matta    |
| 1999                        | Április 18.           | Philipp Peter         |
| 2000                        | Április 16.           | Scott Dixon           |
| 2001                        | Április 8.            | Townsend Bell         |
| 2002-2008: Nem volt verseny |                       |                       |
| 2009                        | Április 19.           | J. R. Hildebrand      |
| 2010                        | Április 18.           | James Hinchcliffe     |
| 2011                        | Április 17,           | Conor Daly            |

### American Le Mans Series / Grand-Am / IMSA

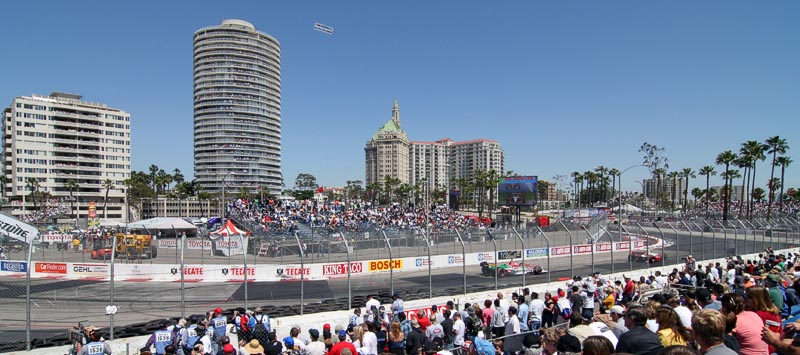
A kép a 2005-ös Long Beach-i versenyen készült és a 10-es kanyart valamint a Long Beach skyline-t mutatja be.

| IMSA GT Championship    | IMSA GT Championship                     | IMSA GT Championship      | IMSA GT Championship | IMSA GT Championship | IMSA GT Championship | IMSA GT Championship |
| Év                      | GTO                                      | GTU                       | Összefoglaló         |                      |                      |                      |
| ----------------------- | ---------------------------------------- | ------------------------- | -------------------- | -------------------- | -------------------- | -------------------- |
| 1990                    | Dorsey Schroeder Mercury Cougar          | John Finger Mazda MX-6    | Összefoglaló         |                      |                      |                      |
| 1991                    | Steve Millen Nissan 300ZX                | John Fergus Dodge Daytona | Összefoglaló         |                      |                      |                      |
| Rolex Sports Car Series |                                          |                           |                      |                      |                      |                      |
| Év                      | DP                                       |                           | Összefoglaló         |                      |                      |                      |
| 2006                    | Scott Pruett Luis Díaz Riley Mk XX-Lexus |                           | Összefoglaló         |                      |                      |                      |

| American Le Mans Series | American Le Mans Series                        | American Le Mans Series                           | American Le Mans Series                                | American Le Mans Series                                | American Le Mans Series                            | American Le Mans Series |
| Év                      | LMP1                                           | LMP2                                              | LMPC                                                   | GT1                                                    | GT2                                                | Összefoglaló            |
| ----------------------- | ---------------------------------------------- | ------------------------------------------------- | ------------------------------------------------------ | ------------------------------------------------------ | -------------------------------------------------- | ----------------------- |
| 2007                    | Rinaldo Capello Allan McNish Audi R10 TDI      | Romain Dumas Timo Bernhard Porsche RS Spyder      |                                                        | Oliver Gavin Olivier Beretta Chevrolet Corvette C6.R   | Mika Salo Jaime Melo Ferrari F430GT                | Összefoglaló            |
| 2008                    | Marco Werner Lucas Luhr Audi R10 TDI           | Scott Sharp David Brabham Acura ARX-01b           |                                                        | Johnny O'Connell Jan Magnussen Chevrolet Corvette C6.R | Dominik Farnbacher Dirk Müller Ferrari F430GT      | Összefoglaló            |
| 2009                    | Gil de Ferran Simon Pagenaud Acura ARX-02a     | Adrián Fernández Luis Díaz Acura ARX-01b          |                                                        | Oliver Gavin Olivier Beretta Chevrolet Corvette C6.R   | Patrick Long Jörg Bergmeister Porsche 911 GT3-RSR  | Összefoglaló            |
| Év                      | LMP1                                           | LMP2                                              | LMPC                                                   | GT                                                     | GTC                                                | Összefoglaló            |
| 2010                    | David Brabham Simon Pagenaud HPD ARX-01c       |                                                   | Elton Julian Gunnar Jeannette Oreca FLM09/Chevrolet    | Patrick Long Jörg Bergmeister Porsche 911 GT3-RSR      | Juan González Butch Leitzinger Porsche 997 GT3 Cup | Összefoglaló            |
| 2011                    | Klaus Graf Lucas Luhr Lola-Aston Martin B09/60 | Scott Tucker Christophe Bouchut Lola B11/40/Honda | Gunnar Jeanette Ricardo Gonzalez Oreca FLM09/Chevrolet | Dirk Müller Joey Hand BMW M3                           | Tim Pappas Jeroen Bleekemolen Porsche 997 GT3 Cup  | Összefoglaló            |

- Összetett győztes vastagal jelölve

## TV közvetítések
| Szezon                   | Dátum                    | TV közvetítő (amerikai)  | Általános kommentátor(ok) | Szakértő kommentátor(ok)             | Box utcai riporter(ek)                                          |
| CART Champ Car versenyek | CART Champ Car versenyek | CART Champ Car versenyek | CART Champ Car versenyek  | CART Champ Car versenyek             | CART Champ Car versenyek                                        |
| ------------------------ | ------------------------ | ------------------------ | ------------------------- | ------------------------------------ | --------------------------------------------------------------- |
| 1984                     | Március 31.              | NBC                      | Paul Page                 | Johnny Rutherford                    | Gary Gerould & Bruce Jenner                                     |
| 1985                     | Április 14.              | NBC                      | Paul Page                 | Bobby Unser                          | Gary Gerould & Bruce Jenner                                     |
| 1986                     | Április 13.              | NBC                      | Paul Page                 | Unknown                              | Gary Gerould & Bruce Jenner                                     |
| 1987                     | Április 5.               | NBC                      | Paul Page                 | Jackie Stewart                       | Gary Gerould & Bruce Jenner                                     |
| 1988                     | Április 17.              | ABC                      | Paul Page                 | Bobby Unser & Sam Posey              | Jack Arute & Gary Gerould                                       |
| 1989                     | Április 16.              | ABC                      | Paul Page                 | Bobby Unser & Sam Posey              | Jack Arute & Gary Gerould                                       |
| 1990                     | Április 22.              | ABC                      | Paul Page                 | Bobby Unser & Sam Posey              | Jack Arute & Gary Gerould                                       |
| 1991                     | Április 14.              | ABC                      | Paul Page                 | Bobby Unser & Sam Posey              | Jack Arute & Gary Gerould                                       |
| 1992                     | Április 12.              | ABC                      | Paul Page                 | Bobby Unser & Sam Posey              | Jack Arute & Gary Gerould                                       |
| 1993                     | Április 18.              | ABC                      | Paul Page                 | Bobby Unser & Sam Posey              | Jack Arute & Gary Gerould                                       |
| 1994                     | Április 17.              | ABC                      | Paul Page                 | Bobby Unser & Sam Posey              | Jack Arute & Gary Gerould                                       |
| 1995                     | Április 9.               | ABC                      | Paul Page                 | Bobby Unser & Sam Posey              | Jack Arute & Gary Gerould                                       |
| 1996                     | Április 14.              | ABC                      | Paul Page                 | Danny Sullivan                       | Jack Arute & Gary Gerould                                       |
| 1997                     | Április 13.              | ABC                      | Bob Varsha                | Danny Sullivan                       | Gary Gerould & Jon Beekhuis                                     |
| 1998                     | Április 5.               | ESPN                     | Bob Varsha                | Danny Sullivan                       | Gary Gerould & Jon Beekhuis                                     |
| 1999                     | Április 18.              | ABC                      | Paul Page                 | Parker Johnstone                     | Gary Gerould & Jon Beekhuis                                     |
| 2000                     | Április 16.              | ESPN                     | Paul Page                 | Parker Johnstone                     | Gary Gerould & Jon Beekhuis                                     |
| 2001                     | Április 8.               | ABC                      | Paul Page                 | Parker Johnstone                     | Gary Gerould & Jon Beekhuis                                     |
| 2002                     | Április 14.              | Fox                      | Bob Varsha                | Tommy Kendall                        | Calvin Fish, Scott Pruett, Derek Daly                           |
| 2003                     | Április 13.              | Speed                    | Bob Varsha                | Tommy Kendall                        | Unknown                                                         |
| 2004                     | Április 18.              | Spike TV                 | Bob Jenkins               | Tommy Kendall                        | Derek Daly, Jon Beekhuis, & Chris McClure                       |
| 2005                     | Április 10.              | NBC                      | Rick Benjamin             | Derek Daly                           | Bill Stephens, Jon Beekhuis, Cameron Steele, & Michelle Biesner |
| 2006                     | Április 9.               | NBC                      | Rick Benjamin             | Derek Daly                           | Bill Stephens, Jon Beekhuis, Cameron Steele, & Michelle Biesner |
| 2007                     | Április 15.              | NBC                      | Bill Weber                | Jon Beekhuis & Wally Dallenbach, Jr. | Marty Snider & Dave Burns                                       |
| 2008                     | Április 20.              | ESPN2                    | Marty Reid                | Scott Goodyear                       | Jack Arute, Jamie Little, Vince Welch, & Brienne Pedigo         |
| IndyCar Series versenyek |                          |                          |                           |                                      |                                                                 |
| 2009                     | Április 19.              | Versus                   | Bob Jenkins               | Jon Beekhuis & Robbie Buhl           | Jack Arute, Robbie Floyd, & Lindy Thackston                     |
| 2010                     | Április 18.              | Versus                   | Bob Jenkins               | Jon Beekhuis & Robbie Buhl           | Jack Arute, Robbie Floyd, & Lindy Thackston                     |
| 2011                     | Április 17.              | Versus                   | Bob Jenkins               | Jon Beekhuis & Wally Dallenbach, Jr. | Lindy Thackston, Marty Snider, Kevin Lee, Robin Miller          |